# Paris Barclay
Pour les articles homonymes, voir Barclay.
Paris K. C. Barclay (né le 30 juin 1956) est un réalisateur et producteur américain.
Il est président de la Directors Guild of America de 2013 à 2017.

## Filmographie

### Cinéma
- 1996 : Spoof Movie (Don't Be a Menace to South Central While Drinking Your Juice in the Hood)

### Télévision
Liste non exhaustive
- 1996 : America's Dream (téléfilm) coréalisé avec Bill Duke et Kevin Rodney Sullivan
- 1997 - 1999 : New York Police Blues (NYPD Blue) - 12 épisodes réalisés, également producteur-supervisuer, 2 Emmy Awards
- 2000 : City of Angels - 4 épisodes réalisés, également coproducteur délégué et cocréateur
- 2003 - 2008 : Cold Case : Affaires classées (Cold Case) - 9 épisodes réalisés, également, coproducteur délégué
- 2008 - 2010 : En analyse (In Treatment) - 36 épisodes réalisés, également producteur délégué, nommé aux Golden Globes
- 2008 - 2014 : Sons of Anarchy - 15 épisodes réalisés, également producteur délégué
- 2009 - 2015 : Glee - 9 épisodes réalisés, 2 nominations aux Emmy Awards
- 2015 : The Bastard Executioner - 4 épisodes réalisés, également producteur délégué
- 2018 - 2019 : Grey's Anatomy : Station 19 - 8 épisodes réalisés, également producteur délégué
- 2022 : American Horror Story: NYC - 2 épisodes réalisés

## Vie privée
Paris Barclay est ouvertement homosexuel.